# Pathfinder (RAF)
Pour les articles homonymes, voir Pathfinder.
 (mars 2021).
Les Pathfinders étaient des escadrons de marquage de cibles et étaient sous la supervision du RAF Bomber Command pendant la Seconde Guerre mondiale. Ils localisaient et marquaient des cibles avec des fusées éclairantes. Ensuite, une force principale de bombardiers les visaient, augmentant la précision du bombardement. Les Pathfinders étaient normalement les premiers à recevoir les nouvelles aides pour améliorer le bombardement à l'aveugle comme le Gee, l'Oboe et le radar H2S.
En janvier 1943, les premiers escadrons de la Pathfinder Force (PFF) sont élargis pour devenir un groupe, le No. 8 (Pathfinder Force) Group. La première Pathfinder Force était composée de cinq escadrons, tandis que le No. 8 Group a finalement atteint une force de 19 escadrons. Alors que la majorité des escadrons et du personnel de la Pathfinder appartenaient à la Royal Air Force, le groupe comprenait également de nombreux membres des forces aériennes d'autres pays du Commonwealth.

## Histoire

### Contexte
Au début de la guerre en septembre 1939, la doctrine du RAF Bomber Command est basée sur des formations serrées de bombardiers lourdement armés, attaquant de jour et repoussant les attaques des chasseurs avec leurs canons défensifs. Lors des premières missions au-dessus de la France et des Pays-Bas, les résultats concernant le succès des armes défensives des bombardiers ne sont ni clairs ni précis: la Luftwaffe manque de radar étendu, de sorte que leurs efforts d'interception sont désorganisés.
Le 18 décembre 1939, un raid de trois escadrons de Vickers Wellington visant des navires dans la baie de Heligoland est détecté par un radar Freya expérimental bien avant qu'il n'atteigne la zone ciblé. Les bombardiers britanniques sont accueillis par des chasseurs allemands qui abattent 10 des 22 bombardiers, deux autres s'écrasant en mer et trois autres s'écrasant à l'atterrissage. La Luftwaffe ne perd que deux chasseurs.
Bien que les causes de ce résultat désastreux sont longuement débattues, il devient clair que les forces de bombardement ne peuvent plus se défendre seules. Les bombardiers doivent soit avoir une escorte de chasseurs, ce qui est difficile compte tenu de la portée limitée des chasseurs disponibles à l'époque, soit les attaques doivent être menées de nuit lorsque les chasseurs ennemis ne peuvent pas les voir.
À l'époque précédant l'utilisation généralisée du radar et des techniques nécessaires pour guider les chasseurs vers leurs cibles avec le radar, les bombardements de nuit ne rendent les bombardiers vulnérables que s'ils sont captés par des projecteurs, un événement relativement rare.
Le point négatif d'un bombardement de nuit est qu'il est beaucoup plus difficile d'identifier les cibles et de les attaquer avec précision. Cela signifie qu'une force de bombardiers de nuit n'est utile que contre de très grandes cibles, comme les villes, et c'est l'une des raisons principales pour lesquelles les bombardements de jour étaient envisagés.
Les Allemands étudient également ce problème et investissent considérablement dans des techniques de radionavigation pour y remédier, démontrant un niveau de précision durant les raids nocturnes que même les forces de jour trouvaient difficile à atteindre. La RAF manque de systèmes de navigation similaires, ayant ignoré leur développement pendant un certain nombre d'années. Elle compte presque entièrement sur la navigation à l'estime et les instruments optiques tels que le « Course Setting Bomb Sight (en) ». Dans des conditions de visibilité limitée ou lorsque la cible n'a pas de repère clairement distinctif, un bombardement précis est très difficile.
Le Bomber Command poursuit sa campagne de bombardements nocturnes à partir de 1940. Les équipages de bombardiers rapportent de bons résultats, retournant chez eux s'ils se perdent ou ne peuvent pas trouver la cible en raison des conditions météorologiques. Ils continuent seulement s'ils se sentent assez confiants pour identifier la cible avec certitude. Cependant, il ne faut pas longtemps avant que des rapports d'observateurs sur le terrain ne commencent à atteindre le Royaume-Uni. Ceux-ci indiquent que les bombardiers n'ont même jamais été entendus au-dessus des cibles et n'ont pas largué leurs bombes à proximité. Au début, ces rapports sont rejetés, mais comme d'autres branches des forces armées britanniques se plaignent, un rapport est commandé pour répondre à la question.
Le résultat est le rapport Butt (en) du 18 août 1941. Celui-ci indique qu'au moment où un avion atteint la Ruhr, seul un sur dix vole à moins de cinq miles de sa cible. La moitié de toutes les bombes transportées au combat et larguées - beaucoup reviennent non larguées - tombent en rase campagne. Seulement 1 % de toutes les bombes explosent à proximité de la cible. De toute évidence, quelque chose doit être fait pour résoudre ce problème ou, comme le suggèrent les autres forces, la campagne stratégique doit tout simplement être abandonnée.
À cette époque, Frederick Lindemann rédige un rapport tristement célèbre sur la destruction d'habitations, suggérant que les bombardiers soient dirigés contre les zones urbaines allemandes, détruisant autant de maisons que possible et rendant ainsi la main-d'œuvre allemande incapable de travailler efficacement. Acceptant les recommandations du rapport Lindemann après d'intenses débats, les Britanniques commencent, à partir du printemps 1942, à planifier une offensive majeure pour détruire de manière volontaire les villes allemandes.
En outre, dès 1940, les Britanniques commencent le développement d'un certain nombre d'aides à la navigation de nuit et testent déjà le système de navigation hyperbolique Gee lors de missions de combat. Ceux-ci seront disponibles en quantité au début de 1942, tout comme les premiers nouveaux bombardiers lourds, l'Avro Lancaster et le Handley Page Halifax, qui arrivent en quantité. Ces développements technologiques concordent avec les changements de politique influencés par le rapport de Lindemann.

### Création
Confrontée aux mêmes problèmes de navigation que la RAF, la Luftwaffe a développé des aides radio largement utilisées lors de leur campagne de bombardement (le Blitz de 1940/41). Faute de matériel suffisant pour être installé dans tous leurs aéronefs, un seul groupe expérimental, le Kampfgruppe 100 (en), reçoit tous les récepteurs disponibles et une formation approfondie sur leur utilisation. Le KGr 100 survole ses cibles à l'aide de ces systèmes et largue des fusées éclairantes. Les avions suivants largueront ensuite leurs bombes sur celles-ci. En de rares occasions, le KGr 100 est utilisé comme une force de bombardement pure, démontrant sa capacité à larguer des bombes à moins de 150 m de leurs cibles par tout temps. L'unité KGr 100 sera, à la mi-décembre 1941, rebaptisée I. Gruppe/Kampfgeschwader 100 pour devenir la base d'une nouvelle branche de bombardiers de la Luftwaffe, ou simplement Kampfgeschwader (littéralement «formation de combat») en portant le même numéro d'unité.
Les Britanniques, qui ont développé des aides à la navigation similaires, sont confrontés au même problème d'approvisionnement. Le Bomber Command s'attend à ne disposer que de 300 ensembles Gee d'ici janvier 1942, tous fabriqués à la main. Les modèles produits en série ne sont pas attendus avant le mois de mai.
Il s'avère que les deux prédictions sont optimistes. Une solution évidente aux problèmes du Bomber Command serait de simplement copier la technique allemande qui consiste à placer tous les ensembles disponibles dans une force de tête. Cette solution est proposée la première fois par le group captain SO Bufton. Arthur "Bomber" Harris, commandant en chef du Bomber Command, s'oppose à l'idée, et est soutenu par la majorité de ses commandants de groupe. Selon lui, un groupe d'élite engendrerait de la rivalité et de la jalousie et aurait un effet néfaste sur le moral. Son aversion personnelle pour Bufton ne fait qu'ajouter de l'eau à son moulin. Sa propre idée, pour améliorer la précision, consiste à organiser des concours au sein des groupes pour améliorer les bombardements.
Après avoir étudié les résultats obtenus par les Allemands, notamment les rapports de R. V. Jones, le ministère de l'Air décide que la technique est valable, passe outre aux objections d'Harris et impose la décision. Harris réagit en suggérant que les éclaireurs soient répartis entre les escadrons, mais ses objections sont à nouveau rejetées car cela ne produirait pas le résultat souhaité, à savoir que les cibles soient clairement marquées avant l'arrivée de la force principale. Une force spécialisée est constituée en août 1942 par le transfert des escadrons existants des différents groupes du Bomber Command pour former la « PathFinder Force » (PFF).
La PFF comprend initialement cinq escadrons, un pour chacun des groupes opérationnels du Bomber Command : le No. 1 Group contribue au No. 156 Squadron RAF (en) (équipé du bombardier moyen Vickers Wellington), le No. 2 Group au No. 109 Squadron RAF (en) - alors en "service spécial" - (Wellington et Mosquito), le No. 3 Group au No. 7 Squadron RAF (bombardiers lourds Short Stirling), le No. 4 Group au No. 35 Squadron RAF (en) (Handley Page Halifax) et le No. 5 Group au No. 83 Squadron RAF (en) (Avro Lancaster). La PFF est commandée par un officier australien, l'air vice-marshal Don Bennett (en). Bennett est le plus jeune officier à être promu air vice-marshal dans la RAF. En 1943, il est lors âgé de 33 ans. Cependant, Bennett n'était pas le premier choix - Harris s'oppose au premier choix du ministère de l'Air, Basil Embry (en), le chef du No. 2 Group.
Les escadrons sont situés sur des aérodromes adjacents à ceux du No. 3 Group. Il s'agit de RAF Oakington (en), RAF Graveley (en), RAF Wyton (en) et RAF Warboys (en) et le quartier général est situé à RAF Wyton (en). Le No. 3 Group est responsable de la Pathfinder Force sur le plan administratif, même si elle est sous le commandement direct d'Harris.

### Premières actions
La PFF passe à l'action pour la première fois dans la nuit du 18 au 19 août 1942, lorsque 118 avions du Bomber Command attaquent Flensburg en Allemagne. Les bombardiers de la PFF sont les 31 premiers avions du raid. Il s'agit de Stirling, d'Halifax, de Lancaster et de Wellington provenant des escadrons No. 7, 35, 83 et 156. Flensburg, situé dans un bras de mer de la Baltique, est en théorie une cible facile pour la première opération de la PFF mais les vents ont tourné et la force de bombardement a dérivé au nord de la cible vers une partie du Danemark dont la côte comporte également de nombreux bras de mer. 16 équipages de la PFF affirment avoir marqué la zone cible et 78 équipages de la force principale affirment l'avoir bombardée. Des rapports de Flensburg déclarent que la ville n'a pas du tout été touchée mais un rapport danois montre que les villes de Sønderborg et Abenra et une grande partie du Danemark jusqu'à 40 km au nord de Flensburg ont été touchées par des bombardements dispersés. 26 maisons sont détruites et 660 sont endommagées. Seuls quatre Danois sont blessés. Le raid est un échec lamentable, à la grande joie d'Harris et d'autres détracteurs de la force stratégique dans son ensemble.
La deuxième mission de la PFF cible Francfort dans la nuit du 24 au 25 août. Le groupe a de nouveau de grandes difficultés à identifier sa cible à la suite de conditions nuageuses, et la plupart des bombes tombent en rase campagne au nord et à l'ouest de la ville allemande. Les rapports locaux déclarent que certaines bombes sont tombées sur la ville, provoquant 17 grands et 53 petits incendies et des dommages matériels modérés. Cinq personnes sont tuées, dont deux artilleurs antiaériens et 95 personnes sont blessées. Les villages périphériques de Schwalbach et Eschborn sont lourdement bombardées. Six Lancasters, cinq Wellingtons, quatre Stirlings et un Halifax sont perdus, soit 7,1 % de l'effectif. Cinq avions de la Pathfinder, dont celui du commandant du No. 7 Squadron, figurent parmi les pertes.
La PFF fait finalement ses preuves dans la nuit du 27 au 28 août 1942 contre Cassel. Il y a peu de nuages au-dessus de la ville et les éclaireurs peuvent éclairer correctement la zone. Les bombardements causent des dommages étendus, particulièrement au sud-ouest de la ville. Cassel signale que 144 bâtiments sont détruits et 317 gravement endommagés. Plusieurs établissements militaires sont touchés et 28 soldats sont tués, plus que le bilan civil de 15 personnes. 187 civils et 64 soldats sont blessés. Parmi les bâtiments gravement endommagés figurent les trois usines de la compagnie aéronautique Henschel. Sur les 306 avions attaquant la cible, 31 sont perdus, soit 10,1 % de la force.
La nuit suivante, la PFF opère contre Nuremberg dans le cadre d'une force de 159 avions. Les équipages reçoivent l'ordre d'attaquer Nuremberg à basse altitude, et la PFF utilise de nouveaux illuminateurs de cibles adaptés d'enveloppes de bombe de 250 livres (113 kg). Les photographies montrent que ceux-ci sont placés avec une grande précision et les équipages de la force principale affirment avoir mené une bonne attaque. Cependant, un rapport de Nuremberg déclare que des bombes sont larguées aussi loin que la ville d'Erlangen, à près de 15 km au nord, et que quatre personnes y sont tuées. À Nuremberg même, le nombre de bombes enregistrées indique qu'environ 50 avions ont frappé la ville. 137 personnes sont tuées; 126 civils et 11 étrangers. 23 bombardiers sont abattus, soit 14,5 % de la force. La plupart d'entre eux sont des Wellington, ce qui représente 34 % de leur nombre.
Le 1/2 septembre 1942, la PFF illumine Sarrebruck dans le cadre d'une force aérienne de 231 avions mais l'analyse post-raid montre que c'est Saarlouis, à 20 km au nord et situé sur un méandre similaire dans la rivière, qui est touchée. La nuit suivante, une force de 200 bombardiers est dirigée par un marquage précis sur Karlsruhe, et le raid est considéré comme un grand succès, avec environ 200 incendies. Les photographies de reconnaissance montrent de nombreux dommages dans les parties résidentielles et industrielles. Un rapport très court de Karlsruhe indique seulement que 73 personnes sont tuées et que trois bâtiments publics du centre-ville sont touchés.

### Technique améliorée
Au fur et à mesure que la PFF gagne en expérience, de nouveaux problèmes apparaissent. De nombreux bombardiers de la force principale se perdent en chemin et bombardent soit au hasard, soit font demi-tour. Un autre problème est que les illuminateurs s'éteignent avant la fin du raid, laissant l'avion suivant bombarder uniquement en se fiant aux incendies, s'il y en a. Cela conduit au problème du « creepback » (« bombardement à reculons »), lorsque les bombardiers nouvellement arrivés larguent leurs bombes sur le côté proche de l'incendie pour pouvoir rentrer plus tôt chez eux. Cela conduit à ce que les bombardements ultérieurs reculent le long du vecteur d'attaque, loin de la cible.
Pour résoudre ces problèmes, la PFF adopte de nouvelles techniques. La force est divisée en trois groupes pour chaque raid. Les « Illuminators » larguent des illuminateurs de cibles blancs le long du vecteur d'attaque, permettant aux avions de suivre ces marqueurs sur de longues distances et ainsi éviter de se perdre en route. Les « Markers » laissent tomber des indicateurs de cible colorés sur la cible, mais seulement s'ils sont sûrs qu'elle a été identifiée. Finalement, les « Backers-up » ou « Supporters » utilisent des fusées éclairantes comme point de visée pour leurs propres bombes incendiaires. Cela allumera des incendies au bon endroit, ceux-ci brûlant plus longtemps que les fusées éclairantes.
La nouvelle technique est utilisée pour la première fois les 4 et 5 septembre 1942 lors d'un raid de 251 avions contre Brême. La météo est dégagée et la PFF marque correctement la cible, la majorité de la force principale qui suit trouve la cible et la bombarde. L'analyse post-raid montre que 460 maisons ont été détruites, 1 361 étant gravement endommagées et 7 592 légèrement endommagées. À cette liste s'ajoutent des centaines de bâtiments industriels légers et moyens, y compris les usines d'avions Weser et le chantier naval Atlas et les entrepôts associés. Le raid est un succès complet.
Une autre amélioration est l'introduction d'enveloppes de bombes plus grandes pour les indicateurs de cibles, à commencer par la « Pink Pansy » qui possède une enveloppe adaptée de 4 000 livres (1 814 kg). Dans la nuit du 10 au 11 septembre 1942, 479 avions attaquent Düsseldorf en utilisant ces bombes pour la première fois et causent d'énormes dégâts. En plus des milliers de maisons détruites ou fortement endommagées, 39 entreprises industrielles de Düsseldorf et 13 de Neuss sont tellement endommagées que toute production est arrêtée. 19 427 personnes ont été « bombardées ».

### Contre-efforts allemands
Les Allemands sont bien conscients du marquage des cibles de la RAF, et en déduisent rapidement que la stratégie de base est une copie de celle qu'ils appliquaient en 1940/41. Les rapports des services de renseignement allemands de la fin de la guerre donnent une mine d'informations sur la PFF. Dans la nuit du 15 au 16 octobre 1942, lors d'un raid de 289 avions contre Cologne, les Allemands allument un indicateur de cibles leurre qui trompe la majorité des bombardiers de la force principale. Une seule bombe de 4 000 livres (1 814 kg), trois bombes à usage général plus petites et 210 bombes incendiaires frappent la ville, sur une force de près de 70 000 bombes au total.
Les bombardements qui suivent en octobre et novembre sont pour la plupart de petits raids, dont un certain nombre contre des villes d'Italie. Les problèmes météorologiques et opérationnels signifient que les raids pendant cette période sont limités et les résultats très variés.

### De nouveaux systèmes, un rythme accéléré
Les 20 et 21 décembre 1942, Bufton dirige personnellement une force de six Mosquito lors d'un raid contre une centrale électrique à Lutterade, une petite ville des Pays-Bas. Grâce au nouveau système de navigation Oboe, plusieurs bombes tombent à moins de 2 km de la cible. Le test est considéré comme un succès. Un autre bombardement dans des conditions plus réalistes est effectué dans la nuit du 31 décembre 1942 au 1er janvier 1943 contre Düsseldorf, avec deux Mosquitos menant une force de huit Lancaster. Un seul des Oboe fonctionne mais c'est suffisant pour que les avions lourds qui suivent bombardent et touchent un certain nombre de bâtiments industriels. Une autre mission de trois Mosquito attaque la salle de contrôle des chasseurs de nuit allemands à l'aérodrome de Florennes en Belgique, mais une couverture nuageuse complète empêche de connaitre les résultats. Il est clair à ce stade, après moins de six mois, que l'utilisation de la PFF est une grande avancée.
Les équipages choisis parmi les groupes de bombardiers sont autorisés à être transféré et la PFF se développe rapidement en un tout nouveau groupe. Il sera désigné sous le nom de No. 8 Group (PFF) en janvier 1943. En avril 1943, la force du groupe est augmentée de deux escadrons, avec le No. 405 (RACF) Squadron (en) utilisant des Halifax et le No. 97 Squadron RAF (en) utilisant des Lancaster. En juin, les Pathfinders gagnent deux escadrons supplémentaires - les Nos. 105 (en) et 139 Squadron (en), tous deux opérant des Mosquitos depuis RAF Marham. Plus tard dans le mois, le QG de la Pathfinder déménage de RAF Wyton (en) à Castle Hill House à Huntingdon. Lorsque de nouveaux avions, comme le de Havilland Mosquito deviennent disponibles, la PFF obtient les premiers exemplaires, puis les équipent d'équipements électroniques toujours plus sophistiqués, tels que l'Oboe, la radionavigation et l'aide au bombardement.
En janvier, le rythme des missions du Bomber Command a considérablement augmenté, des raids majeurs étant menés presque chaque nuit. Le 11/12 février 1943, lors d'un raid contre Wilhelmshaven, la PFF utilise son radar H2S pour la première fois, lâchant des fusées éclairantes au-dessus de la lourde couverture nuageuse, une technique connue sous le nom de « marquage du ciel ». La force de suivi observe un événement incroyable, une énorme explosion vue à travers la couverture nuageuse complète qui persiste pendant 10 min. On apprendra plus tard que c'était l'explosion du dépôt de munitions navales à Mariensiel, ce qui a engendré une destruction sur 120 acres. Les missions continue de devenir de plus en plus importantes, et bien que de nombreuses missions continuent à marquer les mauvaises cibles ou échouent pour d'autres raisons, les dommages causés continuent d'augmenter. Lors d'un raid particulièrement réussi contre Essen les 5/6 mars 1943, 160 acres de terrain sont détruits et 53 bâtiments des usines Krupp sont frappés par des bombes.

### Master bomber
Dans la nuit du 20 au 21 juin 1943, une nouvelle technique est testée par 60 Lancaster (pour la plupart du No. 5 Group) contre les usines Zeppelin de Friedrichshafen, soupçonnées de fabriquer des radars. Lors de ce raid, l'un des Lancaster est équipé d'un nouvel équipement radio à haute fréquence qui lui permet de communiquer avec les autres bombardiers de la force d'attaque. La force de suivi se compose de plusieurs groupes, y compris des avions de la PFF qui marquent la cible sur la base des instructions radio. Cette technique deviendra connue sous le nom de « Master Bomber » (« maître bombardier »). Un autre groupe d'avions tente une nouvelle technique, à savoir bombarder à un moment précis après avoir dépassé un élément au sol, en l'occurrence les rives du lac de Constance. Près de 10 % des bombes touchent l'usine, ce qui est considéré comme un grand succès.
Une combinaison de ces techniques est utilisée pour la première fois lors d'un grand raid dans la nuit du 17 au 18 août 1943. Dénommé operation Hydra (en), ce raid sera un grand succès et a pour but de contrer la recherche de fusées allemandes à Peenemünde. 596 avions sont dirigés par un Master Bomber vers une série d'indicateurs largués à plusieurs endroits différents autour de la zone cible. En laissant tomber des indicateurs de couleurs différentes et en appelant les avions à attaquer chacun à leur tour, toute la zone est lourdement bombardée. Les avions du No. 5 Group utilisent de nouveau la technique basée sur chronométrage depuis un point de repère. L'estimation, qui est apparue dans de nombreuses sources, indique que ce raid a retardé le programme expérimental V-2 d'au moins deux mois et réduit l'ampleur de l'attaque à la roquette. L'équipe V-2 a dû déplacer à la hâte ses installations d'essai ailleurs. À partir de cette époque, le Master Bomber devient une caractéristique commune des raids à grande échelle.
Les forces aériennes de l'armée des États-Unis exploite une force similaire au sein de la huitième armée de l'air pour « bombarder à l'aveugle » par temps couvert pendant les missions de jour, et ce, à l'aide de bombardiers équipés d'un radar H2X. L'armée américaine utilisera également les termes « Pathfinder », « PFF » et « Master bomber » pour cette force.

### Rivalité au sein du Bomber Command
Bien que les air officer commanding des Group soient mitigés dans leur enthousiasme pour la Pathfinder Force, ils l'ont généralement soutenue. L'air vice-marshal Roderic Carr (4 Grp) était opposé à sa création mais a identifié Bennett (le 10 Sqn était dans le 4 Grp) comme le genre de personne convenable pour le poste et lui a transmis un escadron de bombardiers lourds Halifax. L'air vice-marshal Coryton était un plus grand adversaire mais a fourni un escadron de nouveaux Avro Lancaster.
Il y a une rivalité entre le No. 8 Group et le No 5 Group, motivée par la rivalité personnelle entre Bennett et le leader du No. 5 Group, Sir Ralph Cochrane. Par l'entremise du commandant du No. 617 Squadron (Leonard Cheshire), Cochrane, qui est un partisan du marquage de précision de bas niveau, fait pression pour être autorisé à prouver sa théorie, et pour que le No. 5 Group tente des cibles et des techniques que le No. 8 Group ne ferait pas.
Cheshire a personnellement marqué des cibles en utilisant d'abord un bombardier moyen à grande vitesse, le Mosquito, puis plus tard un chasseur-bombardier Mustang. Le No. 617 Squadron atteint des niveaux de précision élevés en utilisant le Stabilized Automatic Bomb Sight (en) (« viseur de bombes à stabilisation automatique »); avec la précision nécessaire de seulement 86 m sur le site de lancement du V-1 à Abbeville. Le No. 5 Group invente également diverses techniques, telles que le « 5 Group corkscrew » (« tire-bouchon du groupe 5 ») pour échapper aux chasseurs ennemis et le « quick landing system » (« site d'atterrissage rapide »).

### Light Night Striking Force
La Light Night Striking Force (LNSF) est un prolongement de l'utilisation par la Pathfinder Force du bombardier rapide et à longue portée Mosquito. Celui-ci pouvait transporter une importante charge de bombes. Sous l'égide du No. 8 Group, le nombre d'escadrons de Mosquito est augmenté. Ceux-ci sont utilisés pour des raids de harcèlement sur l'Allemagne. Aux deux escadrons Mosquito (équipés du Oboe) déjà présents dans Pathfinder Force, un troisième (le No. 139) est ajouté en juin 1943. Bennett a l'intention de l'utiliser pour des raids de diversion pour éloigner les chasseurs de nuit allemands de la force principale. En février 1944, un raid entièrement constitués de Mosquito est organisé contre Düsseldorf. Il est formé des avions marqueurs habituels du No. 105 Squadron et des Mosquito du No. 692e Squadron, chacun transportant une seule bombe « cookie » de 4 000 livres (1 814 kg) et des avions de secours avec des bombes à action retardée de 500 livres (227 kg). Harris soutient Bennett qui forme plus d'escadrons de Mosquito pour étendre la LNSF et lui donne neuf escadrons de bombardiers, ainsi que des bombardiers marqueurs équipés du système Oboe et les Mosquito météorologiques du 8 Group. La LNSF réalisera 27 239 sorties, son meilleur mois étant mars 1945 avec près de 3 000 sorties. Cet objectif est atteint avec la perte d'un peu moins de 200 appareils soit en opération, soit « endommagés au-delà de toute réparation ».
Au cours de son histoire, la Pathfinder Force effectuera un total de 50 490 sorties contre quelque 3 440 cibles. Au moins 3 727 membres sont tués lors d'opérations.

## Tactique
La proportion d'aéronefs de la Pathfinder par rapport aux bombardiers de la force principale peut varier en fonction de la difficulté et de l'emplacement de la cible; un rapport de 1 à 15 est courant, bien qu'il puisse être aussi bas que 1 à 3. Au début de 1944, la majeure partie du Bomber Command bombarde à moins de 5 km des indicateurs de la PFF, une amélioration appréciable de la précision depuis 1942. Le succès ou l'échec d'un raid dépend désormais en grande partie du placement des marqueurs des Pathfinders et du succès d'un marquage de correction supplémentaire.

### Tâches individuelles
Les équipages de la PFF se voient confier des tâches de plus en plus sophistiquées et complexes qui sont constamment modifiées et développées tactiquement pendant la campagne de bombardement de 1943 jusqu'à la fin de la guerre. Certaines des tâches les plus courantes sont les suivantes :
« Finders » (les « chercheurs ») ; il s'agit d'avions du No. 8 Group chargés de larguer des fusées éclairantes, d'abord aux points critiques le long de la route de bombardement pour faciliter la navigation et maintenir le bomber stream compact, puis approximativement à travers la zone cible. Si les conditions sont nuageuses, elles sont larguées « à l'aveugle » à l'aide du radar de navigation H2S.
« Illuminators » (les « illuminateurs ») ; il s'agit d'avions de la PFF qui volent devant la force principale et lâchent des marqueurs ou des indicateurs de cibles (TI) sur le « point de visée » désigné et déjà éclairé par les « Finders ». Encore une fois, si les conditions sont nuageuses, un radar de navigation H2S est utilisé. Ces TI sont conçus pour brûler avec des couleurs variées et changeantes afin d'empêcher les défenses allemandes d'allumer des incendies comme leurres. Certains TI sont par exemple surnommés « Pink Pansies » (« pensées roses »), « Red Spots » (« points rouges ») ou « Smoke Puffs » (« bouffées de fumée »). Les « illuminateurs » peuvent inclure des Mosquito équipés du Oboe si la cible est à portée de cette aide au bombardement.
« Markers » (les « marqueurs ») ; ils larguent des bombes incendiaires sur les TI juste avant l'arrivée de la force principale. D'autres « marqueurs » appelés « Backers-Up » ou « Supporters » sont disséminés dans le flux de la force principale pour remarquer ou renforcer les TI d'origine selon les besoins.
Au fur et à mesure que la guerre avance, le rôle de « Master Bomber » est introduit. C'est une idée qui est utilisée par Guy Gibson durant l'opération Chastise. Bennett veut mener des raids mais s'est vu refuser le vol opérationnel car Harris n'est pas prêt à risquer de le perdre. Le membre de la Pathfinder (généralement un officier supérieur expérimenté) encercle la cible, diffusant des instructions radio aux Pathfinders et aux aéronefs de la force principale, corrigeant ainsi les points de visée et coordonnant généralement l'attaque. En septembre 1944, Gibson lui-même meurt dans un Mosquito après été « Master bomber » durant un raid sur l'Allemagne.

### Types de marquage
Trois types de marquage de cibles sont développés par les Pathfinders. Ceux-ci sont connus sous les noms de code Parramatta, Wanganui et Newhaven - les noms provenant d'endroits en Australie, en Nouvelle-Zélande et au Royaume-Uni sont choisis pour leurs liens avec le personnel de la Pathfinder. Si le système Oboe est utilisé pour déterminer le point de largage, alors le mot « Musical » est utilisé comme préfixe, par exemple « Musical Parramatta ».

#### Parramatta
Parramatta utilise des aides à la navigation telles que le radar H2S ou les signaux radio du Oboe pour déposer les marqueurs.

#### Newhaven
Newhaven utilise des fusées éclairantes larguées au-dessus de la zone cible pour l'éclairer suffisamment et que les avions de la Pathfinder effectue ensuite un marquage visuel.

#### Wanganui
Wanganui est utilisé lorsque la cible est obscurcie par un nuage, une brume industrielle ou un écran de fumée. LEs système Oboe ou H2S sont utilisés pour lâcher les marqueurs sur la cible invisible. Les indicateurs de cibles utilisés possèdent des parachutes pour donner un point de visée visible par la force principale. Cette technique est également connue sous le nom de « marquage du ciel ».
Dans tous les cas, d'autres indicateurs de cible sont lâchés au cours du raid pour renforcer le marquage et pour compenser les indicateurs antérieurs qui sont soit en train de brûler, soit éteints par le bombardement.

### Équipement
Pour le marquage, les Pathfinders utilisent un certain nombre de marqueurs et de bombes spéciales, sous l'appellation « Target Indicator » (TI) (« indicateur de cibles »). Ceux-ci éjectent des fusées colorées ou illuminent la cible.
- Avions avec candle (bougie), TI, bombe, type H

Les « candles » (bougies) sont les indicateurs de base. D'une longueur de 2 pieds (1 m) et d'un diamètre d'environ 2 pouces (5 cm), elles éjectent séquentiellement des boulettes de fusées éclairantes qui brûlent chacune pendant 15 s. Le type H est rempli de boulettes de couleurs alternées (rouge/jaune ou rouge/vert ou jaune/vert), et s'illumine pendant environ 5,5 min au total.
Des « candles » et autres produits pyrotechniques étaient utilisés pour remplir les différentes bombes à indicateur de cibles.
- No. 1 Mk 1 TI Bomb
- No. 7 Mk 1 Multi-flash Bomb
- No. 8 Mk 1 Spotfire Bomb

## Squadrons et bases aériennes

### Squadrons
Entre 1942 et 1945:
- No. 7 Squadron RAF - Stirling, puis Lancaster
- No. 35 Squadron RAF - Halifax, then Lancaster
- No. 83 Squadron RAF - Lancaster
- No. 97 Squadron RAF - Lancaster
- No. 105 Squadron RAF - Mosquito
- No. 109 Squadron RAF - Wellington, puis Mosquito - Oboe
- No. 128 Squadron RAF - Mosquito, formé en 1944
- No. 139 Squadron RAF - Mosquito
- No. 142 Squadron RAF - Mosquito, formé en 1944
- No. 156 Squadron RAF - Wellington, puis Lancaster
- No. 162 Squadron RAF - Mosquito, formé en 1944
- No. 163 Squadron RAF - Mosquito, formé en 1945
- No. 405 Squadron RCAF - Halifax, puis Lancaster
- No. 571 Squadron RAF - Mosquito, formé en 1944
- No. 582 Squadron RAF - Lancaster, formé en 1944
- No. 608 Squadron RAF - Mosquito, formé en 1944
- No. 627 Squadron RAF - Mosquito, formé en 1943
- No. 635 Squadron RAF - Lancaster, formé en 1944
- No. 692 Squadron RAF - Mosquito, formé en 1944

Les escadrons 83, 97 et 627 sont passés dans le No. 5 Group en avril 1944.

### Bases aériennes
- RAF Bourn
- RAF Downham Market
- RAF Graveley
- RAF Gransden Lodge
- RAF Little Staughton
- RAF Marham
- RAF Oakington
- RAF Upwood
- RAF Warboys
- RAF Wyton